# Zweisteirer
Beim so genannten Zweisteirer handelt es sich um einen südostbayerischen Heimattanz, welcher ursprünglich aus dem Österreichischen stammt.
Der Zweisteirer ist ein aus dem Ländler entstandener Figurentanz, bei dem jeweils ein Junge (Bub) und ein Mädchen (Mädl) zusammen das Werben und Spielen rund um die Liebe darstellen. Der Zweisteirer beginnt mit Tanzfiguren, bei denen sich die Partner nicht anschauen und so gut wie keinen Körperkontakt haben. Er hat seinen Höhepunkt beim Busserl, das sich Junge und Mädchen gegen Ende des ungefähr fünf Minuten dauernden Tanzes geben. Insgesamt verfügt der Zweisteirer über mindestens 15 verschiedene Figuren, die im südostbayerischen Raum von Dorf zu Dorf unterschiedlich sind. Mit dabei ist bei diesem Trachtentanz aber stets das Busserl und das Stemmen. Beim Stemmen muss der Junge das Mädchen hoch über seine eigenen Schultern heben und sich dann im Kreis drehen.
Der Zweisteirer entstand nach 1900 als eine Art Werbungs- oder Brautschautanz und ist heute vor allem an Heimatabenden und bei Almtänzen sehr populär. Dieser äußerst schwierige Tanz ist vor allem bei jungen Leuten und bei Touristen sehr beliebt, weil er meistens den Höhepunkt eines Trachtenabends mit Schuhplattlern und Gesangseinlagen darstellt.